# 史密斯威森M929左輪手槍
史密斯威森M929（英語：Smith & Wesson Model 929）是一款由美国槍械公司史密斯威森旗下的性能中心所研製及生產的8發式“N型底把”雙動操作式多用途左輪手槍，發射9×19毫米帕拉貝倫半自動手槍子彈。

## 概述
史密斯威森M929左輪手槍具有一根在前端設有可拆卸式槍口補償器的165.1毫米（6.5英吋）槍管，以及8發彈巢。整把左輪手槍是以不鏽鋼底把製成，包括鍍鉻擊錘、鍍鉻扳機（連後部扳機阻）、槍管以及補償器在內，都使用了大部份都具有消減防眩眩光的啞光銀色外觀、僅彈巢為黑色表面所組成的雙色調表面。槍身左側、位於彈巢與扳機之間印有美國專業射擊選手傑里·喬勒的簽字。槍機為經由史密斯威森性能中心調整的槍機。它亦配備了一個防滑合成物料手槍握把以便緊握。

## 月型夾的使用
史密斯威森M929設計用以利用月型夾發射9×19毫米魯格彈。雖然不使用月型夾亦可將9×19毫米魯格彈裝入膛室，但由於抽殼勾無法與無緣式彈殼接觸，這時空彈殼只能以清潔棒或是鉛筆拋出。

## 傑里·喬勒用以創下的紀錄
2014年4月24日，傑里·喬勒在4.01秒以內向單一靶子連射16發（重新裝填亦在計時內）。
2014年8月4日，傑里·喬勒以雙動操作，射向1,000碼處射。
2015年3月9日，傑里·喬勒在倒轉該槍、以雙動操作和用小指扣扳機以下，向400米處的2個靶子各射2發。

## 資料來源
1. ↑  Miculek.com- The Leaders in Gun Control!, , 2014-04-24  [2017-09-07], （原始内容存档于2021-02-20）
2. ↑  Miculek.com- The Leaders in Gun Control!, , 2014-08-04  [2017-09-07], （原始内容存档于2021-02-13）
3. ↑  Miculek.com- The Leaders in Gun Control!, , 2015-03-09  [2017-09-07], （原始内容存档于2020-11-19）

- （英文）—Manfacturer: Smith & Wesson （页面存档备份，存于）—PERFORMANCE CENTER® Model 929 （页面存档备份，存于）

## 外部連結
- （英文）—Gun Review: Smith & Wesson Model 929 Revolver （页面存档备份，存于）
- （英文）—Gun Review: Smith & Wesson PC Model 929 Revolver – Personal Defense World （页面存档备份，存于）
- （英文）—Wheelgun Wednesday: S&W 929, 9mm Revolver - The Firearm Blog （页面存档备份，存于）
- （英文）—Smith & Wesson Jerry Miculek Signature Model 929 Performance Center 9mm Revolver - Gun Blast.com （页面存档备份，存于）
- （英文）—Smith & Wesson Model 929 Info & Photo | GunGunsGuns.net （页面存档备份，存于）